# Сліпий підпис
Сліпий підпис (англ. blind signature) — різновид електронного цифрового підпису, особливістю якого є те, що сторона, яка підписує, не може точно знати вміст підписаного документа. Поняття «сліпий підпис» придумано Девідом Чаумом в 1982 році, ним же запропонована перша реалізація через алгоритм RSA. Безпека схеми сліпого підпису ґрунтувалася на складності факторизації великих складених чисел. З тих пір було запропоновано велику кількість інших схем.

## Опис
Основна ідея сліпих підписів полягає в наступному:
- Відправник А шифрує документ і надсилає його стороні В.
- Сторона, не бачачи вміст документа, підписує його і повертає назад стороні А.
- Сторона А знімає свій шифр, залишаючи на документі тільки підпис сторони В.

По завершенні цього протоколу сторона В нічого не знає ні про повідомлення t, ні про підписи під цим повідомленням.
Цю схему можна порівняти з конвертом, в якому розміщений документ і копіювальний лист. Якщо підписати конверт, то підпис віддрукується на документі, і при розтині конверта документ вже буде підписаний.
Мета сліпого підпису полягає в тому, щоб перешкодити підписувачу В ознайомитися з повідомленням сторони А, яку він підписує, і з відповідним підписом під цим повідомленням. Тому надалі підписане повідомлення неможливо пов'язати зі стороною А.
Схема безпечного сліпого підпису повинна задовольняти 3 властивостям, а саме:
1. Нульове розголошування. Ця властивість допомагає користувачеві отримати підпис на даному повідомленні, не розкриваючи самого повідомлення підписуючій стороні.
2. Невідстежуваність. Підписуюча сторона не може відстежити пару підпис-повідомлення після того, як користувач оприлюднив підпис на повідомленні.
3. Непідкладність. Тільки підписуча сторона може сгенерувати дійсний підпис. Ця властивість найважливіша і повинна задовольнятися для всіх схем підписів.

Завдяки властивостям нульового розголошення і невідстежуваності, схема сліпого підпису може бути широко задіяна в додатках, де необхідна конфіденційність, наприклад, в системах електронного голосування.

## Алгоритми сліпого підпису

### Повністю сліпий підпис
Дана ситуація: Боб — нотаріус. Алісі потрібно, щоб він підписав документ, не маючи ніякого уявлення про його зміст. Боб лише завірює, що документ нотаріально засвідчений в зазначений час. Тоді вони діють за таким алгоритмом:
У цій схемі Аліса хоче, щоб Боб наосліп підписав повідомлення {\displaystyle m}. Для цього:
1. Аліса зашифровує повідомлення {\displaystyle m} функцією {\displaystyle f}., отримуючи зашифроване повідомлення {\displaystyle c=f(m)}.
2. Аліса відсилає зашифроване повідомлення Бобу.
3. Боб наосліп (так як не знає, що знаходиться всередині) підписує повідомлення {\displaystyle c} функцією {\displaystyle g}, отримуючи {\displaystyle c^{'}=g(c)=g(f(m))}.
4. Боб посилає {\displaystyle c^{'}} назад Алісі.
5. Аліса отримує {\displaystyle c^{'}} і прибирає своє шифрування, отримуючи:  {\displaystyle c^{''}=g(f(m))*f^{-1}=g(m)}.

Цей протокол працює, тільки якщо функції підпису та шифрування комутативні.

### Сліпий підпис
1. Боб готує n документів на кожному з яких написано деяке унікальне слово (чим більше n, тим менше у Боба шансів зшахраювати).
2. Боб маскує кожен документ унікальним маскуючим множником і відправляє їх Алісі.
3. Аліса отримує всі документи і випадковим чином вибирає n-1 з них.
4. Аліса просить Боба вислати маскуючі множники для вибраних документів.
5. Боб робить це.
6. Аліса розкриває n-1 документів і переконується, що вони коректні.
7. Аліса підписує останній документ і відсилає Бобу.
8. Тепер у Боба є підписаний Алісою документ з унікальним словом, яке Аліса не знає.

#### Протокол RSA
Перша реалізація сліпих підписів була здійснена Чаумом з допомогою криптосистеми RSA:
Припустимо, що спочатку у Боба є відкритий ключ {\displaystyle (p,e)} , де {\displaystyle p} — це модуль, а {\displaystyle e} — публічна експонента ключа.
1. Аліса вибирає випадковий маскуючий множник {\displaystyle r}, взаємно простий з {\displaystyle p}, і обчислює {\displaystyle m^{'}\equiv mr^{e}{\bmod {p}}}.
2. Аліса відсилає {\displaystyle m^{'}} по відкритому каналу Бобу.
3. Боб обчислює {\displaystyle s^{'}\equiv (m^{'})^{d}{\bmod {p}}}, використовуючи свій закритий ключ{\displaystyle (p,d)}.
4. Боб відсилає {\displaystyle s^{'}} назад Алісі.
5. Аліса прибирає своє початкове маскування і отримує підписане Бобом вихідне повідомлення {\displaystyle m} наступним чином: {\displaystyle s\equiv s^{'}*r^{-1}{\bmod {p}}\equiv m^{d}{\bmod {p}}}.

Чаум придумав ціле сімейство більш складних алгоритмів сліпого підпису під загальною назвою несподівані сліпі підписи. Їх схеми ще складніше, але вони дають більше можливостей.

#### Сліпа підпис на основі ЕЦП Шнорра
Нехай Аліса хоче підписати повідомлення {\displaystyle m} у Боба таким чином, щоб, по-перше, Боб не міг ознайомитися з повідомленням в ході підпису, по-друге, щоб Боб не міг згодом при отриманні повідомлення {\displaystyle m} і відповідного підпису ідентифікувати користувача, ініціював протокол сліпий підписи для даного конкретного повідомлення (Алісу). Даний протокол реалізується наступним чином:
1. Аліса ініціює взаємодію з Бобом.
2. Боб відправляє Алісі значення {\displaystyle R=a^{k}\mod p}.
3. Аліса обчислює значення{\displaystyle R^{'}=Ra^{-w}y^{-t}\mod y} (w і t — випадкові числа, що не перевищують {\displaystyle y}), {\displaystyle E^{'}=H(m||R^{'})} і {\displaystyle E=E^{'}+t\mod y}, після чого відправляє Бобу значення {\displaystyle E}.
4. Боб обчислює значення {\displaystyle S}, таке що {\displaystyle R=a^{S}y^{E}\mod p}, і відправляє {\displaystyle S} Алісі.
5. Аліса обчислює підпис {\displaystyle (E^{'},S^{'})}, де {\displaystyle E^{'}=E^{-t}\mod y} і {\displaystyle S^{'}=S-w\mod y}, яка є справжньою по відношенню до повідомлення {\displaystyle m}[8].

#### Сліпий підпис на основі ГОСТ Р 34.10-94

##### Параметри
p — просте число, 510 ≤ |p| ≤ 512 (або 1022 ≤ |p| ≤ 1024), де |p| — розрядність двійкового подання числа p.
q — великий простий дільник числа p-1, 255 ≤ |q| ≤ 256 (або 511 ≤ |q| ≤ 512)
α ≠ 1, α < p, {\displaystyle \alpha ^{q}} mod p = 1.

##### Обчислення
1. Необхідно згенерувати випадкове k, 1 < k < q;
2. R = ({\displaystyle \alpha ^{k}} mod p) mod q — перша частина підпису;
3. H = Hash(m), де Hash — хеш-функція, описана в стандарті ГОСТ Р 34.11-94, m — повідомлення, яке підписується ;
4. S = kH + zR mod q, де z — закритий ключ.
5. Якщо S=0, то повторити операції 1-4.

##### Перевірка
1. Якщо R < q або S < q, то підпис недійсний. Інакше:
2. R' = ({\displaystyle \alpha ^{R/H}y^{S/H}} mod p) mod q, де y — відкритий ключ;
3. Якщо R = R', то підпис дійсний[9].

#### Сліпа підпис на основі стандарту СТБ 1176.2-99
Стандарт Білорусі передбачає наступний протокол генерації сліпого підпису до документа M:
1. Необхідно згенерувати випадкове k таке, що 1 < k < q і обчислити  {\displaystyle R=a^{k}}. Ці дії виконує підписувач. Далі він передає число R користувачеві;
2. Користувач генерує випадкові числа ε і τ такі, що 1 < ε, τ < q і потім обчислює {\displaystyle R'=R*y^{\tau }*a^{\epsilon }}, {\displaystyle E'=F_{H}(R'||M)} і E = E' — τ mod q; E — перший елемент підпису — направляється підписувачу;
3. Підписує обчислює другий елемент підпису S = (k — xE) mod q і передає S користувачеві;
4. Користувач обчислює S' = S + ε mod q.

В даному описі використані наступні параметри: q — модуль, за яким ведуться обчислення, просте; a — породжує елемент; x — закритий ключ; y — відкритий ключ.

### Колективний сліпий підпис
Нехай {\displaystyle {\overline {y_{1},y_{s}}}} — відкриті ключі, якими володіють s користувачів. Нехай є повідомлення M, яке хочуть підписати m з них. У такому разі всі підписи можна об'єднати в один, довжина якої дорівнює довжині підпису одного користувача і не залежить від m. Це реалізується за правилами наступного протокола:
1. Кожний з m користувачів генерує випадкове число {\displaystyle t_{\alpha _{j}}} < p, де j = {\displaystyle {\overline {1,m}}}, p — велике просте число. Далі кожний з m користувачів обчислює {\displaystyle R_{\alpha _{j}}=(t_{\alpha _{j}})^{k}} mod p (k — велика проста ступінь) і розсилає це число всім іншим користувачам даної групи.
2. Кожен користувач обчислює {\displaystyle R=\prod _{j=1}^{m}R_{\alpha _{j}}} mod p. Далі обчислюється e = f(R,M) = RH mod q, де q — велике просте число, відмінне від p, H = Hash(M) — хеш-функція. Число e буде першим елементом колективного підпису.
3. {\displaystyle S_{\alpha _{j}}=x_{\alpha _{j}}^{e}t_{\alpha _{j}}} mod p — частка користувача. Цю частку кожен користувач обчислює і надає іншим.
4. Кожен з користувачів далі обчислює {\displaystyle S=\prod _{j=1}^{m}S_{\alpha _{j}}} mod p. Це другий елемент колективного підпису.

#### Перевірка колективного сліпого підпису
{\displaystyle y=\prod _{j=1}^{m}y_{\alpha _{j}}} mod p — колективний відкритий ключ. На його основі відбувається перевірка колективного сліпого підпису за наступним алгоритмом:
1. Обчислюється{\displaystyle R=S^{k}y^{-e}} mod p.
2. Обчислюється e' = f(R,M) = RH mod q
3. Якщо e' = e, то підпис дійсний[9].

## Застосування

### Банківські системи
Найбільш широке застосування протокол сліпих підписів знайшов у сфері цифрових грошей. Наприклад, щоб вкладник не обдурив банк, може використовуватися такий протокол: вкладник пише однаковий номінал купюр на ста документах з різними номерами і депонує в зашифрованому вигляді у банку. Банк вибирає випадковим чином і вимагає розкрити 99 (або n-1) конвертів, переконується, що скрізь написано $10, а не $1000, тоді підписує конверт, що залишився наосліп, не бачачи номера купюри.
Може бути передбачений більш простий варіант: за кожним номіналом купюр у банку закріплена своя пара відкритих ключів. Тоді під підпис надсилається тільки номер купюри, і необхідність перевірки номіналу перед підписом відпадає.

### Таємне голосування
Сліпі підписи використовуються для таємного голосування. У протоколі Фуджіока, Окамото і Охта, виборець готує виборчий бюлетень зі своїм вибором, який він зробив, шифрує його секретним ключем, і маскує його. Далі виборець підписує виборчий бюлетень і посилає його валідатору. Валідатор перевіряє, що підпис належить зареєстрованому виборцю, який ще не голосував.
Якщо виборчий бюлетень дійсний, валідатор підписує виборчий бюлетень і повертає його виборцю. Виборець видаляє маскування, розкриваючи таким чином зашифрований виборчий бюлетень, підписаний валідатором. Далі виборець посилає в результаті отриманий підписаний, зашифрований виборчий бюлетень лічильнику, який перевіряє підпис на зашифрованому виборчому бюлетені.
Якщо виборчий бюлетень дійсний, лічильник розміщує його в списку, який буде виданий після всього голосування. Після того, як список виданий, виборці перевіряють, що їх виборчі бюлетені знаходяться в списку і посилають лічильнику ключі розшифрування, необхідні, щоб відкрити їх виборчі бюлетені. Лічильник використовує ці ключі для розшифрування виборчих бюлетенів і додає голос до загального числа. Після виборів лічильник видає ключі розшифрування поряд з зашифрованими виборчими бюлетенями, щоб виборці могли незалежно перевірити вибір.

## Уразливості підпису наосліп
Алгоритм RSA може бути об'єктом атаки, завдяки якій стає можливим розшифрувати раніше підписане наосліп повідомлення, видавши його за повідомлення, яке тільки ще треба підписати. Виходячи з того, що процес підпису еквівалентний розшифровці підписуючою стороною (з використанням секретного ключа), атакуючий може підкласти для підпису вже підписану наосліп версію повідомлення {\displaystyle m}, зашифрованого за допомогою відкритого ключа підписуючої сторони, тобто підкласти повідомлення {\displaystyle m}.
{\displaystyle {\begin{aligned}m''&=m'r^{e}{\pmod {n}}\\&=(m^{e}{\pmod {n}}\cdot r^{e}){\pmod {n}}\\&=(mr)^{e}{\pmod {n}}\\\end{aligned}}}
де {\displaystyle m'} — це зашифрована версія повідомлення. Коли повідомлення підписане, відкритий текст {\displaystyle m} легко отримуємо:
{\displaystyle {\begin{aligned}s'&=m''^{d}{\pmod {n}}\\&=((mr)^{e}{\pmod {n}})^{d}{\pmod {n}}\\&=(mr)^{ed}{\pmod {n}}\\&=m\cdot r{\pmod {n}}{\mbox{, since }}ed\equiv 1{\pmod {\phi (n)}}\\\end{aligned}}}
де {\displaystyle \phi (n)} — це Функція Ейлера. Тепер повідомлення легко отримати.
{\displaystyle {\begin{aligned}m=s'\cdot r^{-1}{\pmod {n}}\end{aligned}}}
Атака працює, тому що в цій схемі підписуюча сторона підписує безпосередньо саме повідомлення. Навпаки, у звичайних схемах підпису підписуюча сторона зазвичай підписує, наприклад, криптографічну хеш-функцію. Тому через цю мультиплікативну властивість RSA, один ключ ніколи не повинен використовуватися одночасно для шифрування і підписання наосліп.

## Дивись також
- Кільцевий підпис
- Проблема криптографів які обідають
- Доведення з нульовим розголошенням